# Chatoillenot
Chatoillenot est une ancienne commune française du département de la Haute-Marne en région Grand Est. C'est une commune associée du Val-d'Esnoms depuis 1972.

## Histoire
Il existe à Châtoillenot un tumulus protohistorique et un premier château qui existait du XIIe siècle au XVe siècle dont il reste quelques vestiges sur un promontoire qui est séparé du plateau par un profond fossé (comme pour un oppidum) ; un château classique a été reconstruit à côté au XIXe siècle.
En 1789, ce village dépend de la province de Champagne dans le bailliage de Langres.
Le 15 mai 1972, la commune de Chatoillenot est rattachée sous le régime de la fusion-association à celle d'Esnoms-au-Val qui devient Le Val-d'Esnoms. 

## Politique et administration
| Période                                  | Période | Identité                | Étiquette | Qualité |
| ---------------------------------------- | ------- | ----------------------- | --------- | ------- |
| 1896                                     | 1908    | Pierre Bizot de Fonteny |           |         |
| Les données manquantes sont à compléter. |         |                         |           |         |

| Période                                  | Période | Identité     | Étiquette | Qualité |
| ---------------------------------------- | ------- | ------------ | --------- | ------- |
|                                          |         | Paul NORTIER |           |         |
| Les données manquantes sont à compléter. |         |              |           |         |

## Démographie
| 1911 | 1921 | 1926 | 1931 | 1936 | 1946 | 1954 | 1962 | 1968 |
| ---- | ---- | ---- | ---- | ---- | ---- | ---- | ---- | ---- |
| 218  | 187  | 174  | 182  | 170  | 143  | 134  | 113  | 112  |

## Lieux et monuments
- Château rebâti en 1777, conserve quelques vestiges de la forteresse du XIIIe siècle, ensemble partiellement inscrit MH[3].
- Église Saint-Étienne, chœur du XIIe siècle, restauration en 1854.

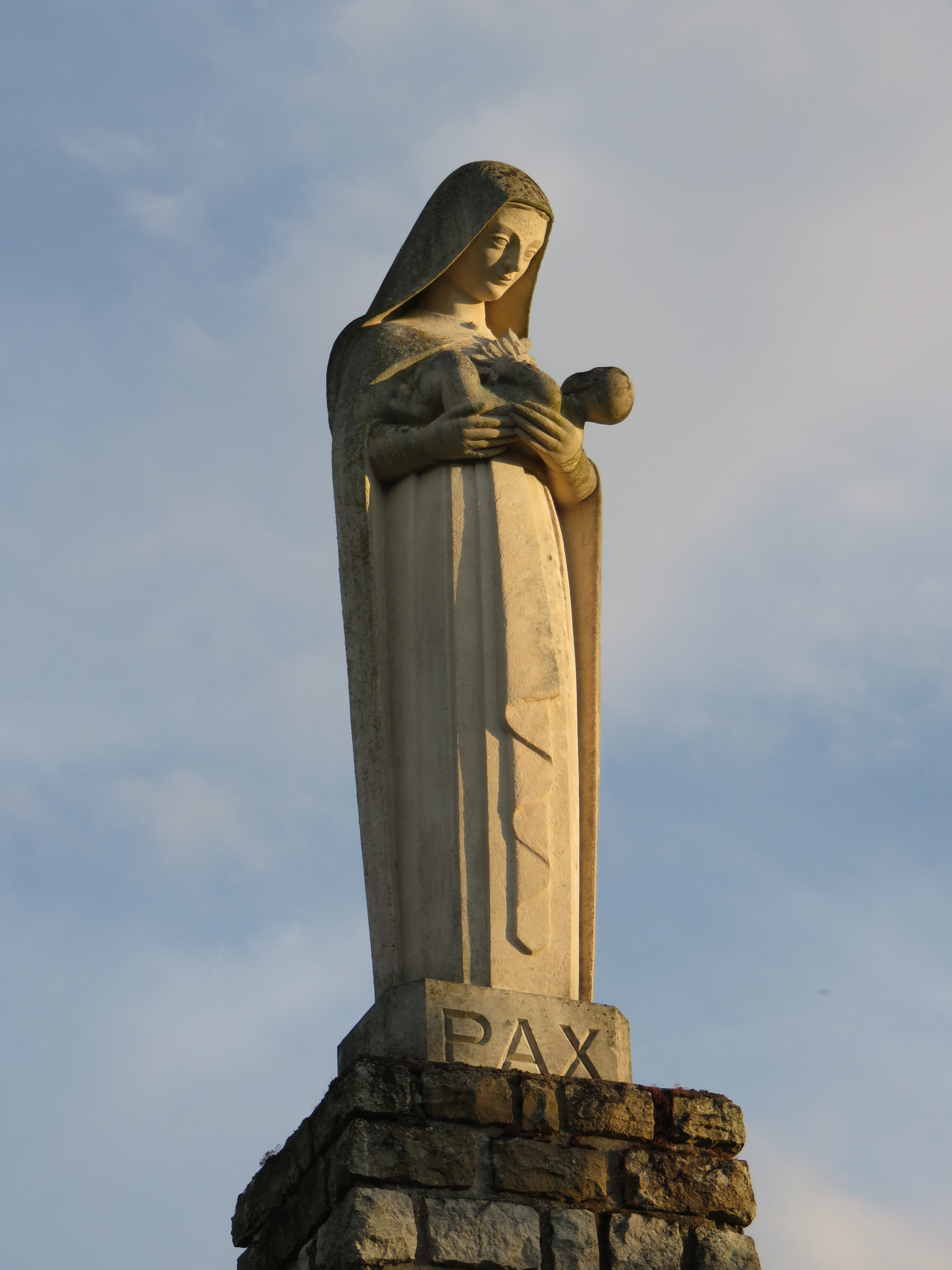
Détail de Notre-Dame de la Paix.
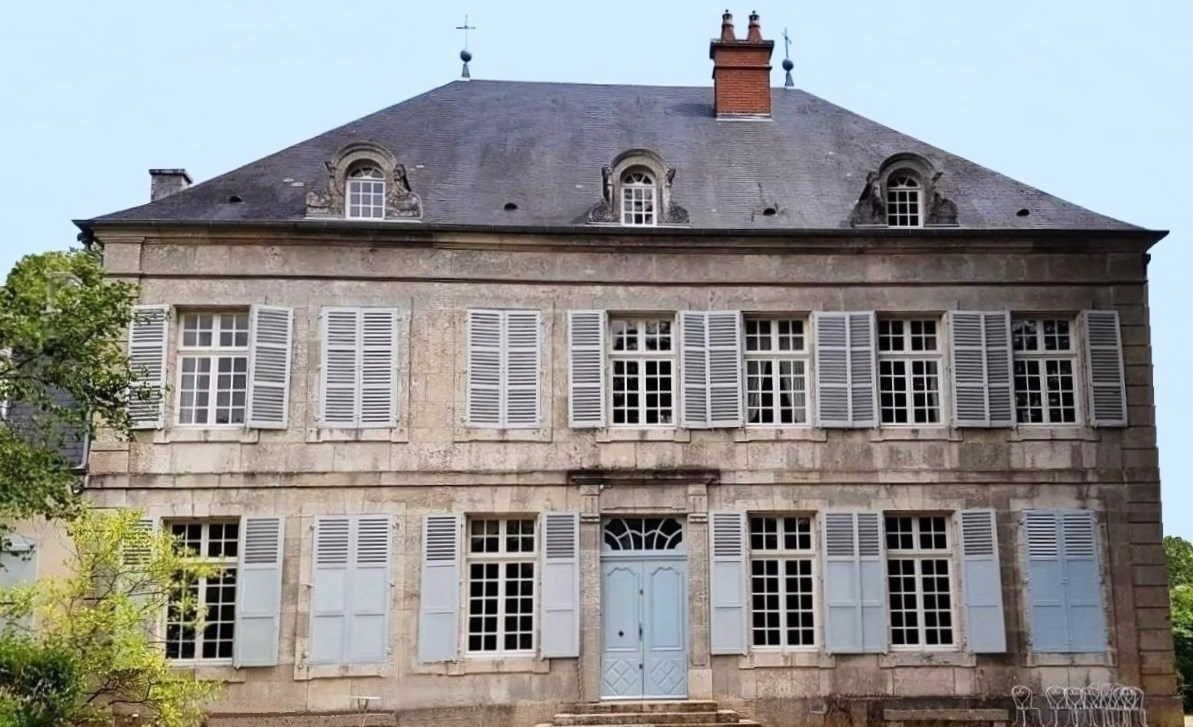
Le château.
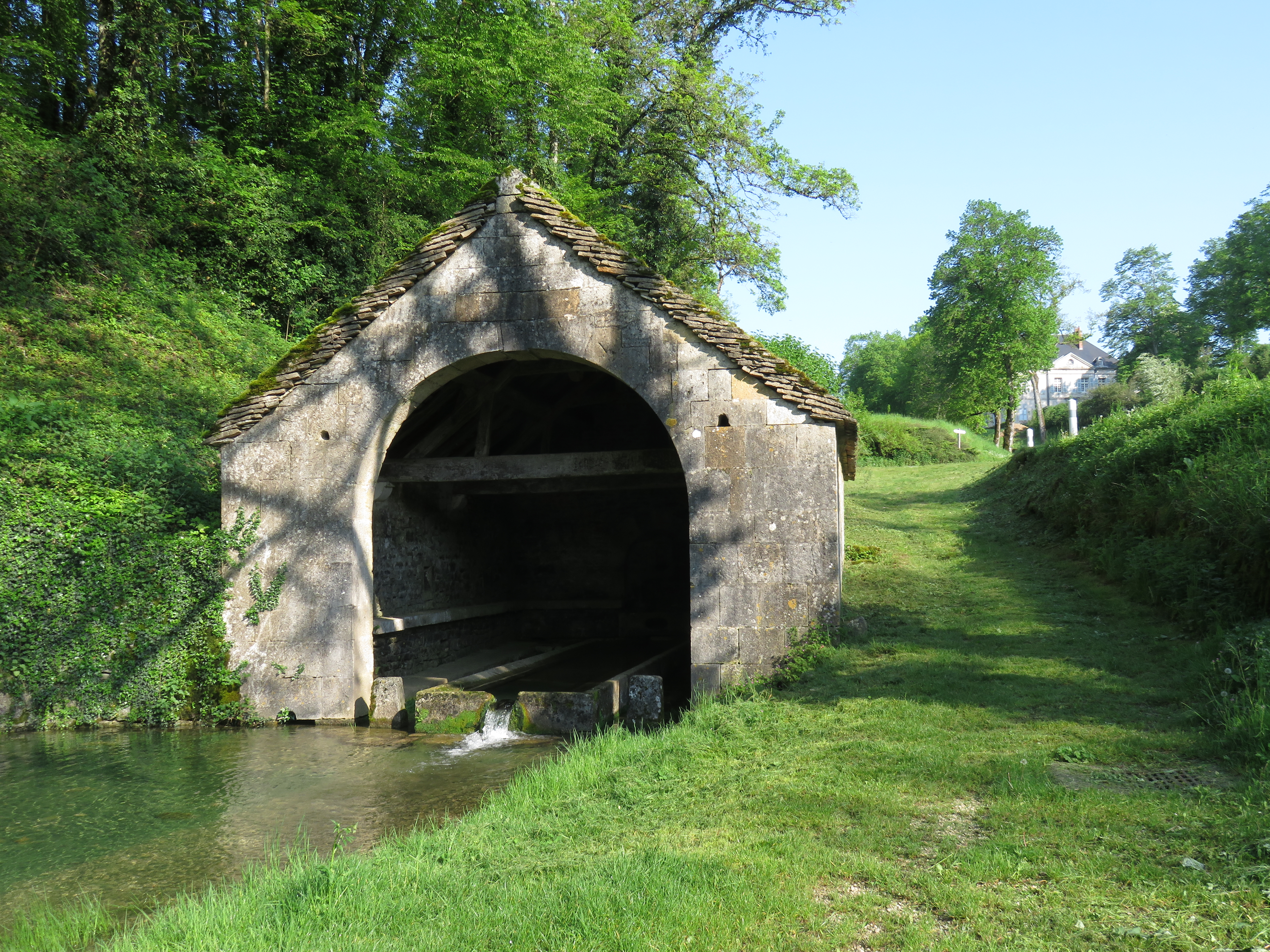
La fontaine Saint-Éloi (lavoir) dite fontaine du bas, avec en arrière plan le château de Chatoillenot.
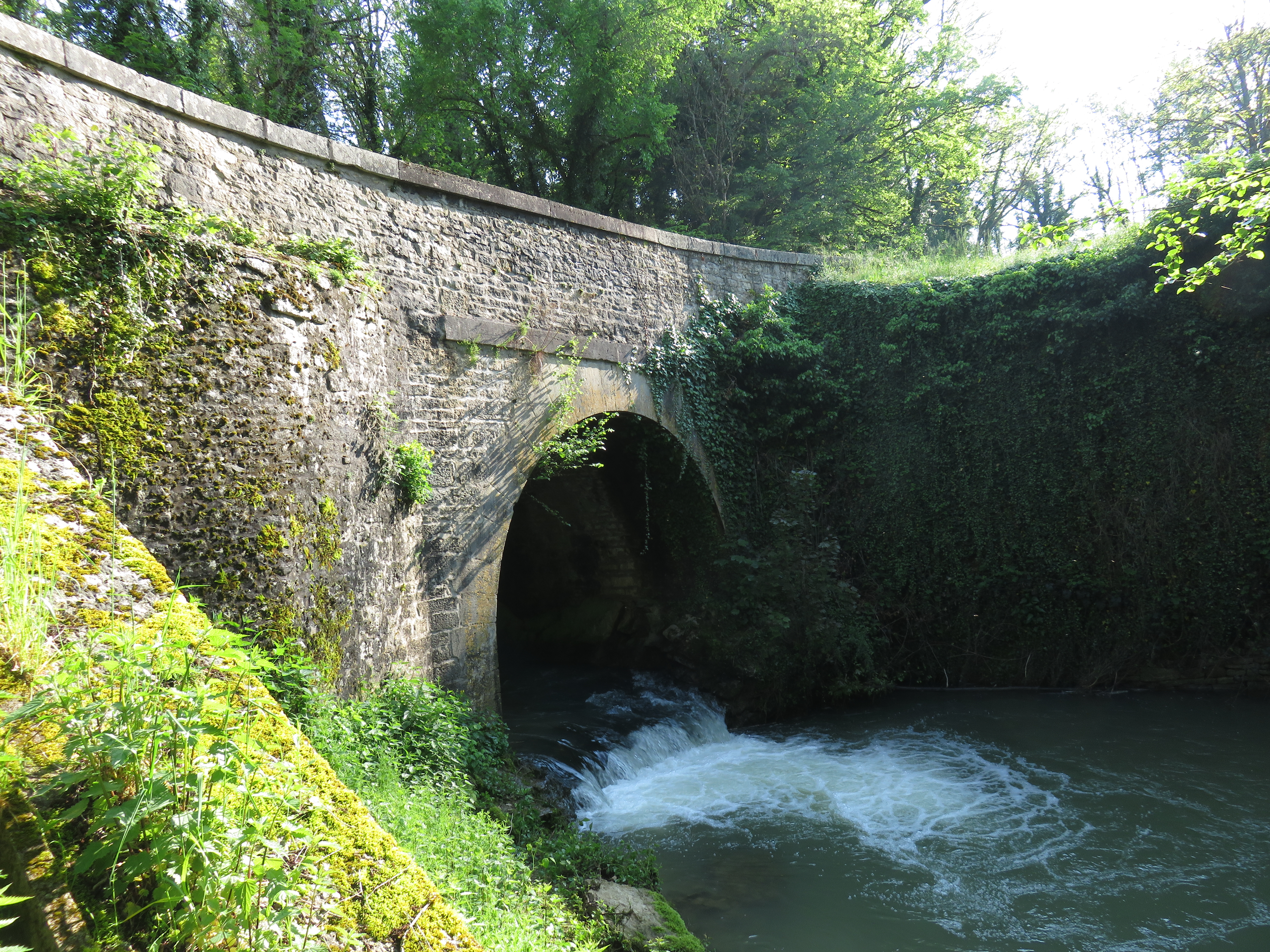
Pont-du-Saut, enjambant la rivière Badin au sud de Chatoillenot
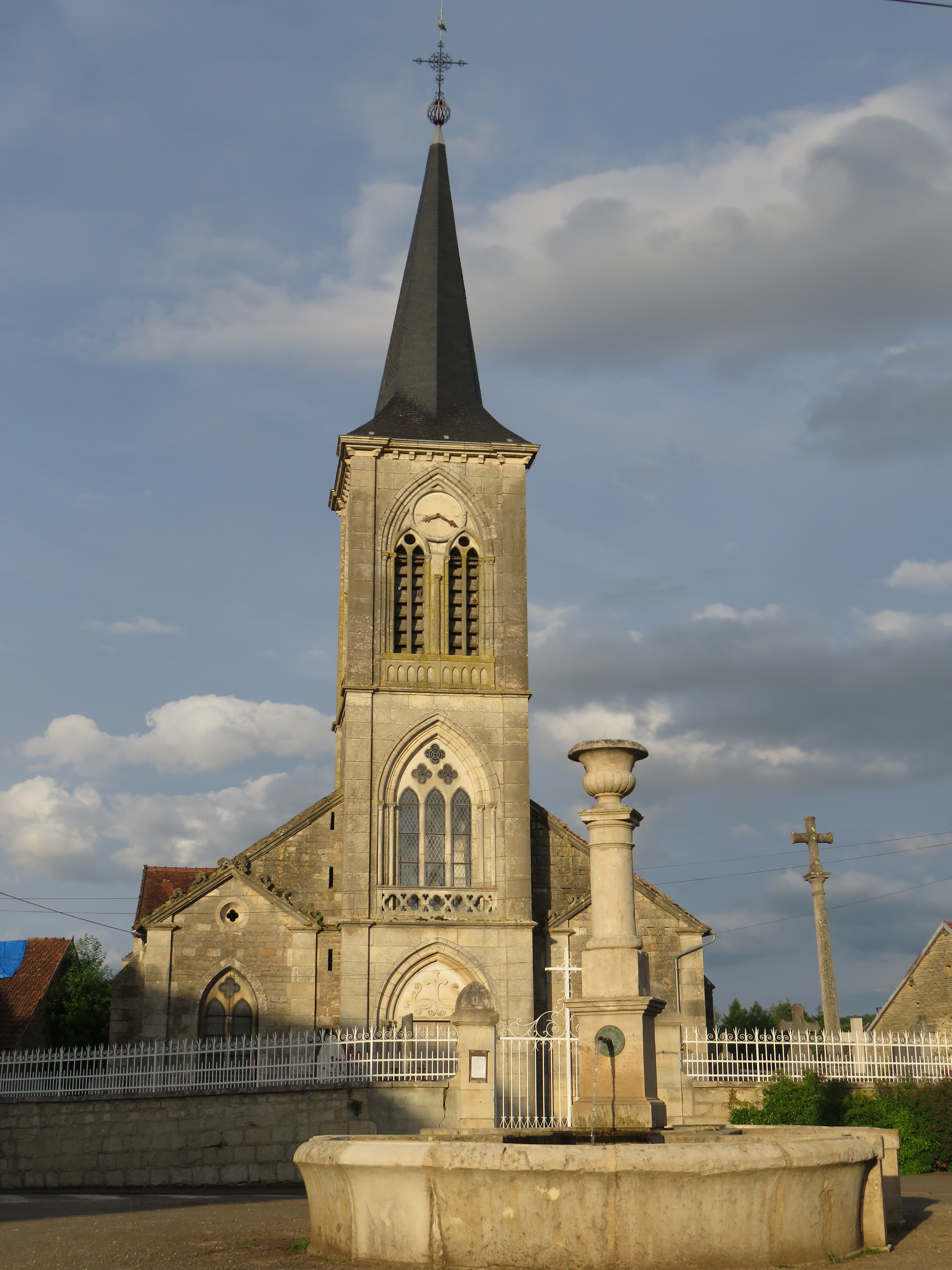
L'église Saint-Étienne avec la fontaine ronde au premier plan
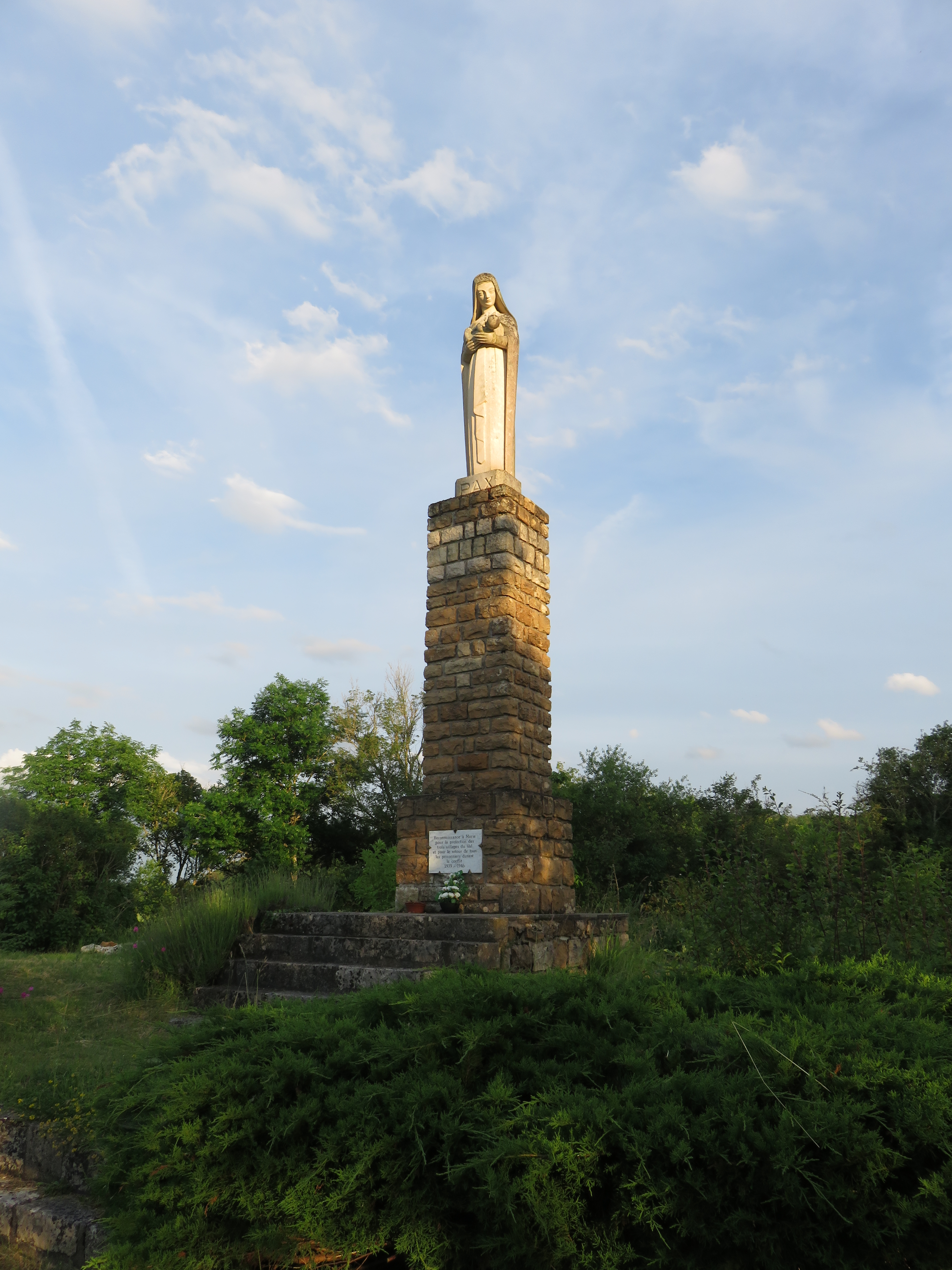
Statue de Notre-Dame de la Paix, dite La Vierge

## Personnalités liées
- Adhémar-Louis de Clermont-Gallerande (1837-1895), artiste, né dans cette commune.
- Joseph Cressot (1882-1954), écrivain régionaliste, né dans cette commune.